# Zsolt Zsoldos
Zsolt Zsoldos (ur. 14 lutego 1967 w Peczu, zm. 5 lipca 1996 w Kecskemécie) – węgierski judoka. Olimpijczyk z Barcelony 1992, gdzie zajął dziewiąte miejsce w wadze półśredniej.
Siódmy na mistrzostwach świata w 1991. Startował w Pucharze Świata w latach 1989-1993. Srebrny medalista mistrzostw Europy w 1990 i brązowy w 1989 roku.
Zginął w wypadku drogowym.

## Letnie Igrzyska Olimpijskie 1992
| Konkurencja | Eliminacje            | Eliminacje          | Eliminacje          | Repasaże           | Repasaże                  | Klas. końcowa |
| Konkurencja | Przeciwnik I          | Przeciwnik II       | Przeciwnik III      | Przeciwnik I       | Przeciwnik II             | Miejsce       |
| ----------- | --------------------- | ------------------- | ------------------- | ------------------ | ------------------------- | ------------- |
| 78 kg       | Musuyu Kutama (ZAI) Z | Salah Rekik (TUN) Z | Johan Laats (BEL) P | Ryan Birch (GBR) Z | Bertrand Damaisin (FRA) P | 9.            |